# ...4..3..2..1...morte
...4..3..2..1...morte è un film del 1967 diretto da Primo Zeglio.
Film di fantascienza coprodotto tra vari paesi (Italia, Germania Ovest, Monaco e Spagna), ispirato alle avventure del personaggio Perry Rhodan, protagonista di una lunga serie di romanzi fantascientifici, celebre soprattutto in Germania.

## Trama
Dopo una missione spaziale sulla Luna, gli astronauti impegnati tornano con alcuni extraterrestri che chiedono aiuto per il loro mondo a rischio di autodistruzione. Dei criminali complicheranno le vicende.

## Produzione
Le riprese del volo dell'astronave Stardust nello spazio stellato e altri effetti speciali sono attribuiti da molte filmografie ad Antonio Margheriti.
È l'ultimo film diretto da Primo Zeglio.

## Distribuzione
...4..3..2..1...morte fu distribuito per la prima volta a Roma nell'agosto del 1967 con una durata di 95 minuti. Fu poi distribuito in Germania Ovest nell'ottobre del 1967 col titolo Perry Rhodan--SOS aus dem Weltall con una durata di 79 minuti. Fu infine distribuito in Spagna come Órbita mortal con una durata di 92 minuti. Fu proiettato a Los Angeles negli Stati Uniti nell'ottobre 1968.

## Accoglienza

### Critica
Poco dopo la sua uscita negli Stati Uniti, Variety faceva notare il doppiaggio del film, affermando che era "giusto" (only fair) e che gli effetti speciali erano "grezzi, il colore non uniforme, ma l'audacia della commistione mantiene l'attenzione." La recensione lodava inoltre la colonna sonora rock di Antón García Abril.
In retrospettiva, Gary Westfahl nel suo libro del 2012 The Spacesuit Film: A History, 1918-1969 nota che il film conteneva "effetti speciali scadenti" e che ricordava "le serie tv del sabato pomeriggio più che i film di fantascienza degli anni sessanta". Westfahl si riferisce al film come a "uno dei film di genere più vituperati dell'epoca".
Fantafilm scrive che "Primo Zeglio si avventura con passo incerto nella fantascienza [...] Gli accessori per l'avventura spaziale ci sono tutti, compreso il tema della civiltà aliena superiore e in via di estinzione che trova insperato soccorso nel tanto sottovalutato uomo, ma la storia perde gradualmente interesse e ritmo intrecciandosi al più convenzionale fanta-spionaggio."